# Карликовка
Карликовка (укр. Карликівка) — село в Николаевском районе Николаевской области Украины.
Население по переписи 2001 года составляло 112 человек. Почтовый индекс — 57135. Телефонный код — 512.

## Местный совет
57135, Николаевская обл., Николаевский р-н, с. Петровка, ул. Ленина, 39